# KO Андромеды
KO Андромеды (лат. KO Andromedae) — одиночная переменная звезда в созвездии Андромеды на расстоянии (вычисленном из значения параллакса) приблизительно 3643 световых лет (около 1117 парсеков) от Солнца. Видимая звёздная величина звезды — от +20m до +17m.